# Зубний корінь солонцевий
Зубний корінь солонцевий або прангос кравниковий (Prangos odontalgica) — вид рослин родини окружкові (Apiaceae), поширений у пд.-сх. Європі.

## Опис
Багаторічник 50–100 см завдовжки. Рослина коротко залозисто опушена. Обгортки (сукупність верхніх листків біля основи суцвіття) й обгорточки (група верхніх листків біля основи індивідуальних суцвіть) з 5–7 листочків. Плід видовжено-яйцеподібний, гладкий, без ребер, 10–12 мм завдовжки й 4–5 мм завширшки. Суцвіття волотисто розгалужені.

## Поширення
Європа: Україна, пд.-зх. Росія.
В Україні зростає на засолених ґрунтах, солонцях і солончаках — на півдні в Степу (в Запорізькій, Миколаївській та Херсонській обл.), Криму (на Керченському півострові й Присивашші, поблизу гирла р. Біюк-Карасу), дуже рідко. Харч., Дек.. Входить у списки регіонально рідкісних рослин Запорізької та Херсонської областей.